# Hecklan
Hecklan är en sjö i Hällefors kommun i Västmanland och ingår i Göta älvs huvudavrinningsområde. Sjön är 20 meter djup, har en yta på 0,166 kvadratkilometer och är belägen 219 meter över havet. Vid provfiske har bland annat abborre, lake, mört och nors fångats i sjön.

## Delavrinningsområde
Hecklan ingår i det delavrinningsområde (664040-142900) som SMHI kallar för Inloppet i Norr-Älgen. Medelhöjden är 219 meter över havet och ytan är 2,88 kvadratkilometer. Räknas de 18 avrinningsområdena uppströms in blir den ackumulerade arean 311,99 kvadratkilometer. Sikforsån som avvattnar avrinningsområdet har biflödesordning 3, vilket innebär att vattnet flödar genom totalt 3 vattendrag innan det når havet efter 368 kilometer. Avrinningsområdet består mestadels av skog (82 procent). Avrinningsområdet har 0,21 kvadratkilometer vattenytor vilket ger det en sjöprocent på 7,2 procent.

## Fisk
Vid provfiske har följande fisk fångats i sjön:
- Abborre
- Lake
- Mört
- Nors
- Öring